# شبه‌جزیره مسندم
شبه‌جزیره مسَندَم، شبه‌جزیره‌ای متعلق به استان مسندم و کشور عمان که در جنوب تنگه هرمز میان خلیج فارس و دریای عمان قرار دارد. ساکنان آن بیشتر از شحوح و مردم کمزاری هستند و اداره بیشتر مناطق آن به دست کشور عمان است در حالی که مناطق خاصی از آن تحت حکومت امارات متحده عربی قرار دارند.
نوار ساحلی از خاک امارات متحده عربی به مسافت ۷۰ کیلومتر استان مسندم را از خاک اصلی عمان جدا ساخته‌است. مساحت شبه‌جزیره مسندم در حدود ۱۵ هزار کیلومتر مربع می‌باشد. این شبه‌جزیره چهره‌ای کوهستانی دارد. ارتفاع کوه‌های آن از سطح دریا از ۱۸۰۰ تا ۲۳۰۰ متر می‌رسد.

## تقسیمات
«شبه جزیره مسندم» به دوقسمت تقسیم شده‌است، قسمتی تابع سلطنت عمان است، وقسمت دیگر تابع امارات متحده عربی.

### عمان
«استان مسندم» و شامل چهار شهرستان به شرح زیر است:
- شهرستان بخا «ولایة بخا».[۱۰]
- شهرستان خصب «ولایة خصب».[۱۰]
- شهرستان دباء «ولایة دباء».[۱۰]
- شهرستان مدحاء «ولایة مدحاء».[۱۰]

این شهرستان (مدحاء) خارج از شبه جزیره مسندم واقع شده‌است، و از چهار سو خاک امارات آن را احاطه نموده‌است.

### شهرها
مهم‌ترین شهرها و روستاهای عمان در «شبه جزیره مسندم»:
- «شهر خصب»، «شهر بخا»، «شهر دبا عمان» و روستای «کمزار».[۱۰]

### امارات
قسمت کوچکی از «شبه جزیره مسندم» تابع امارت رأس‌الخیمه است، أما به جرئت می‌توان گفت که این قسمت از آبادترین مناطق امارت رأس الخیمة است، و شامل شهرها وروستاهای زیر می‌باشد:
- - رأس‌الخیمه.
  - المعیریض.
  - خور خویر.
  - الظیت.
  - شعم.
  - الرمس.[۱۰]

### روستاها
- - غلیلة و الجیر و ظایة و شمل و الغید و المطاف.[۱۰]

## فهرست منابع و مآخذ
- ویکی‌پدیای عربی
- سلطنة عمان، مسقط: وزارة الاعلام، ۱۹۹۲ به (عربی).
- السلطان:قابوس، البوسعید،  موسوعة  دلیل الأعلام: مسقط، چاپ اول، سال ۱۹۹۸ میلادی. (به عربی).
- المعمری، بن معتوق، سالم ،(«عمان ۹۲») چاپ مسقط سال میلادی۱۹۹۲ میلادی. به (عربی).
- دکتر:التدمری، جلال، احمد، (تاریخ جلفار) ، دارالقلم: کویت، چاپ سوم، انتشار سال ۱۹۸۱ میلادی. (به عربی).
- محمدیان، کوخری، محمد، “ (الإمارات عبر التاریخ) “، ج۱. سال انتشار ۲۰۰۸ میلادی به (عربی).
- دکتر:ادوارد، هندرسون، “ (ذکریات عن دولة الإمارات و سلطنة عمان) “، چاپ موتیف ایت للنشر، مطبعة راشد، عجمان ۱۹۸۸.
- عمان فی عام ۱۹۸۶ (عام الحصاد والتراث) إصدار وزارة الإعللام، دارالعرب للطباعة والنشر والتوزیع، ۱۹۸۶ میلادی.